# Сєровський міський округ
Сєро́вський міський округ (рос. Серовский городской округ) — адміністративна одиниця Свердловської області Російської Федерації.
Адміністративний центр — місто Сєров.

## Населення
Населення міського округу становить 105691 особа (2018; 108522 у 2010, 109594 у 2002).

## Склад
До складу міського округу входять 37 населених пунктів:
| Населений пункт         | Населення, осіб (2002) | Населення, осіб (2010) |
| ----------------------- | ---------------------- | ---------------------- |
| Андріановичі, село      | 596                    | 551                    |
| Боровий, селище         | 120                    | 44                     |
| Вагранська, селище      | 36                     | 74                     |
| Верхнє Сотріно, селище  | 0                      | -                      |
| Єловий Падун, присілок  | 87                     | 75                     |
| Єловка, присілок        | 44                     | 47                     |
| Єловка Нова, селище     | 47                     | 53                     |
| Істочник, селище        | 1                      | -                      |
| Ключевий, селище        | 193                    | 181                    |
| Кордон, селище          | 48                     | 16                     |
| Красний Яр, селище      | 235                    | 170                    |
| Красноглинний, селище   | 1389                   | 1372                   |
| Красноярка, селище      | 1702                   | 1608                   |
| Ларьковка, селище       | 1399                   | 1395                   |
| Лісорозроботки, селище  | 13                     | 9                      |
| Магіна, присілок        | 38                     | 26                     |
| Марсяти, селище         | 657                    | 497                    |
| Масловка, присілок      | 0                      | 0                      |
| Межева, селище          | 2                      | 0                      |
| Мирний, селище          | 30                     | 26                     |
| Морозково, хутір        | 6                      | 10                     |
| Морозково, присілок     | 182                    | 168                    |
| Морозково, селище       | 4                      | 0                      |
| Нижня Пристань, селище  | 0                      | 0                      |
| Нове Сотріно, селище    | 47                     | 40                     |
| Первомайський, селище   | 351                    | 303                    |
| Петрова, присілок       | 36                     | 26                     |
| Підгарничний, селище    | 14                     | 11                     |
| Поперечний, селище      | 3                      | 0                      |
| Поспілкова, присілок    | 201                    | 237                    |
| Поспілково, селище      | 20                     | 11                     |
| Семенова, присілок      | 176                    | 162                    |
| Сєров, місто            | 99804                  | 99373                  |
| Сотріно, селище         | 92                     | 80                     |
| Старе Морозково, селище | 1                      | 0                      |
| Танковичі, селище       | 0                      | 0                      |
| Таушанково, присілок    | 0                      | -                      |
| Урай, селище            | 25                     | 20                     |
| Фількино, село          | 1848                   | 1818                   |
| Чорноярський, селище    | 147                    | 119                    |

- 12 жовтня 2004 року було ліквідовано селище Істочник[5] та селище Нова Цитанка[6].
- 27 лютого 2007 року було ліквідовано селище Верхнє Сотріно та присілок Таушанково[7].